# Плейделл-Бувери, Уильям, 5-й граф Рэднор
Уильям Плейделл-Бувери, 5-й граф Рэднор (англ. William Pleydell-Bouverie, 5th Earl of Radnor; 19 июня 1841 — 3 июня 1900) — британский дворянин и консервативный политик. Он носил титул учтивости — виконт Фолкстон с 1869 по 1889 год.

## Происхождение и образование
Родился 19 июня 1841 года. Старший сын Джейкоба Плейделл-Бувери, 4-го графа Рэднора (1815—1889), от его жены леди Мэри Августы Фредерики Гримстон (1820—1879), дочери Джеймса Гримстона, 1-го графа Верулама.
Он получил образование в школе Харроу (Лондон) и в Тринити-колледже Кембриджского университета (Кембридж, Кембриджшир).

## Политическая карьера
Лорд Фолкстон заседал в Палате общин Великобритании от Саут-Ултшира (1874—1885) и Энфилда (1885—1889). В 1885 году после прихода к власти правительства консерваторов под руководством лорда Солсбери, Уильям Плейделл-Бувери стал членом Тайного совета и назначен казначеем королевского двора. Должность казначея он занимал до февраля 1886 года, когда к власти пришло либеральное правительство Уильяма Гладстона. В августе 1885 года лорд Солсбери вернулся в качестве премьер-министра, а лорд Фолкстон вторично был назначен казначеем королевского двора. Эту должность он занимал до 1891 года.
В марте 1889 года после смерти своего отца Уильям Плейделл-Бувери унаследовал титулы 5-го графа Рэднора, 6-го виконта Фолкстона из Фолкстона, 5-го барона Плейделл-Бувери из Колсхилла, 6-го лорда Лонгфорда и 8-го баронета де Бувери из Сент-Кэтрин-Кри, став членом Палаты лордов Великобритании.
Лорд Рэднор занимал должности заместителя лейтенанта, мирового судьи Уилтшира и мирового судьи Беркшира.
Лорд Рэднор стал директором Французской больницы в 1889 году и занимал пост губернатора с 1890 по 1900 год. Последующие графы Рэднор были управляющими больницы с восемнадцатого века по 2015 год.

## Семья

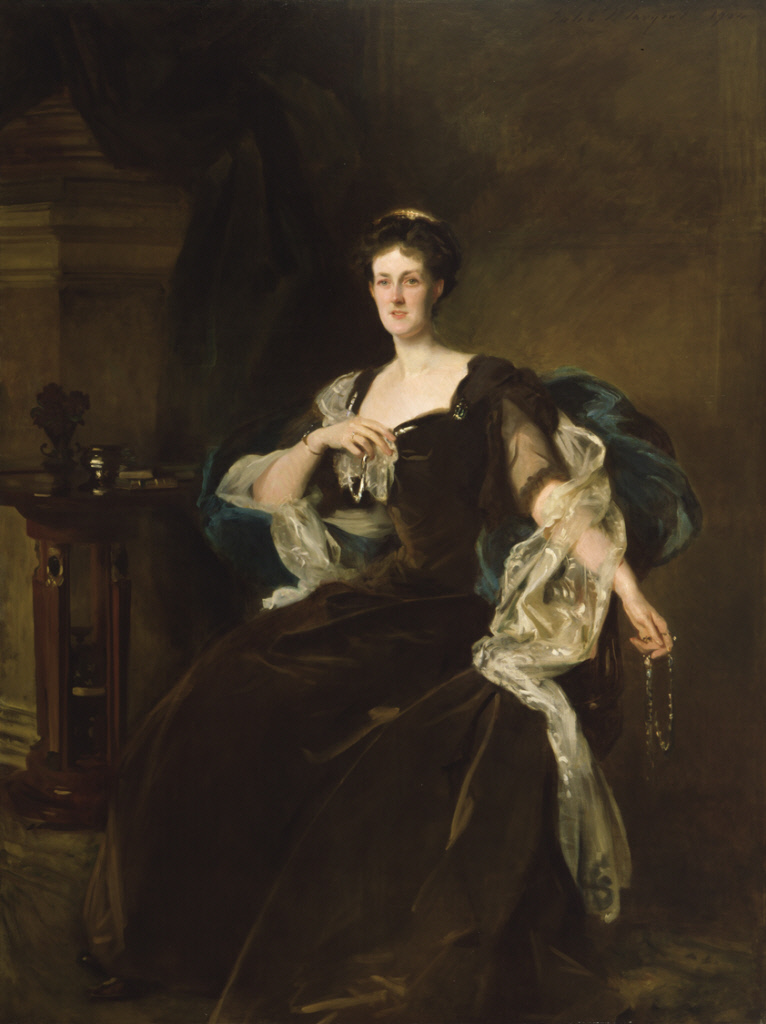
Портрет его дочери Вильмы, графини Латом, работы Джона Сингера Сарджента, 1904 год.

19 июня 1866 года лорд Рэднор женился на Хелен Матильде Чаплин (март 1846 — 11 сентября 1929), дочери преподобного Генри Чаплина и Кэролайн Горации Эллис, сестре Генри Чаплина, 1-го виконта Чаплина. У супругов было четверо детей:
- Достопочтенная Хелен Плейделл-Бувери (19 марта 1867 — 30 октября 1877)[8].
- Джейкоб Плейделл-Бувери, 6-й граф Рэднор (8 июля 1868 — 26 июня 1930), старший сын и преемник отца. Он женился на Джулиан Элеоноре Аделаиде Бальфур.
- Леди Вильма Плейделл-Бувери (16 сентября 1869 — 10 февраля 1931), в 1889 году она вышла замуж за Эдварда Бутл-Уилбрахама, 2-го графа Латома. Имя Вильмы было комбинацией имен ее родителей, Уильяма и Матильды[9].
- Достопочтенный Стюарт Плейделл-Бувери (14 ноября 1877 — 6 апреля 1947), в 1900 года женился на Эдит Дороти Викерс, от брака с которой у него было четверо детей.

Лорд Рэднор скончался в июне 1900 года в возрасте 58 лет, и ему наследовал графство его старший сын Джейкоб. Графиня Рэднор умерла в сентябре 1929 года. Она была музыкантом, и сэр Хьюберт Парри написал для нее свою знаменитую сюиту леди Рэднор в 1894 году. В том же году она дирижировала ее первым исполнением.